# Mariana Pineda (Lorca)

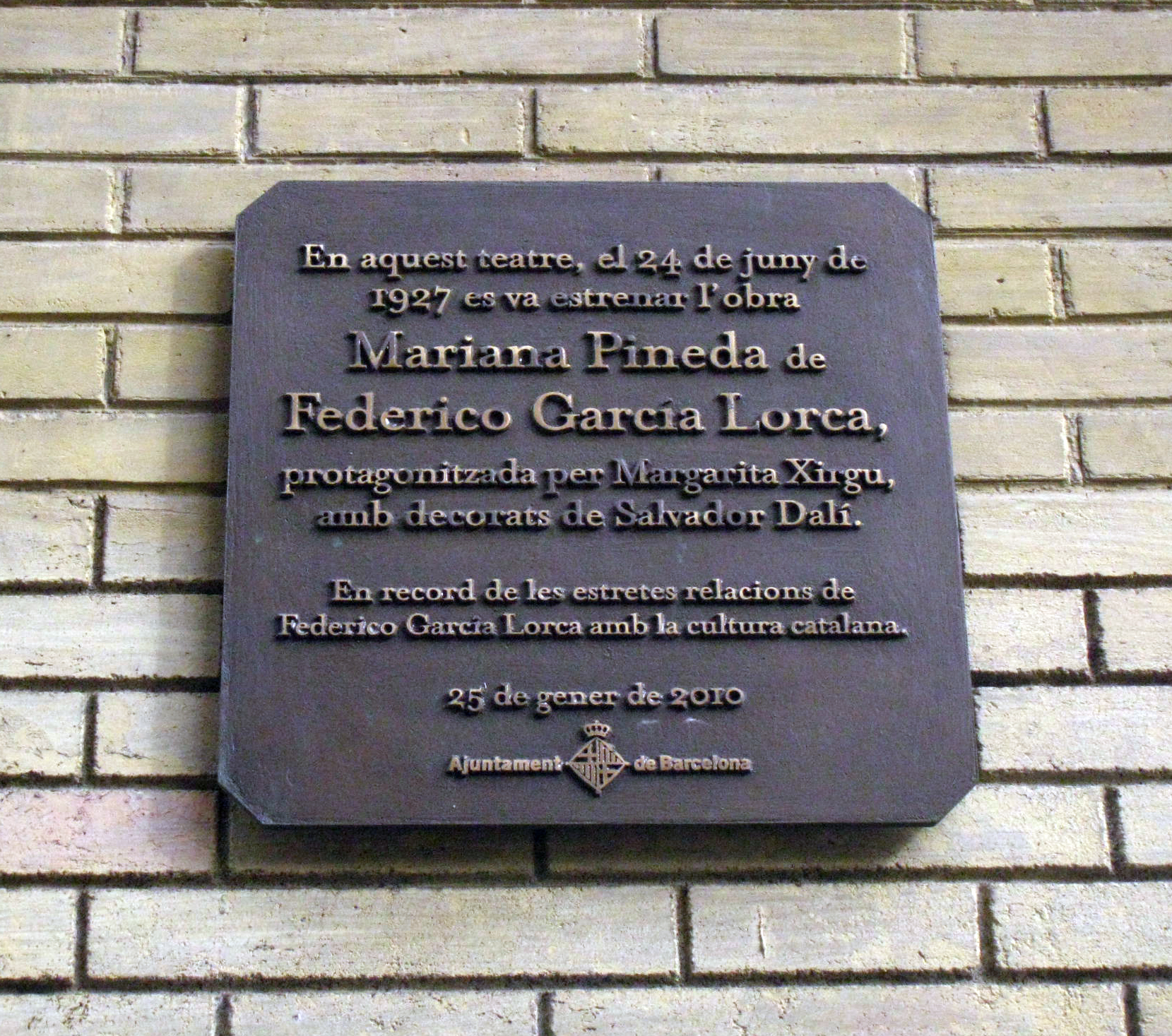
Gedenkplakette für die Erstaufführung in Barcelona

Mariana Pineda, Untertitel: Eine volkstümliche Romanze in drei Bildern, ist ein frühes Stück des spanischen Poeten Federico García Lorca. Das Werk folgt der Geschichte der Mariana de Pineda Muñoz, die als Rebellin gegen die Herrschaft Ferdinand VII. in Granada hingerichtet und darauf zur andalusischen Volksheldin wurde. Nach Lorcas eigener Aussage gründete er das Stück dabei nicht auf der historischen Person, sondern auf dem Mythos der Mariana Pineda, geformt durch die mündliche Erzählung und die Stadt Granada. Das Stück entstand zwischen 1923 und 1925, die Erstaufführung erfolgte am 24. Juni 1927 im Teatre Goya in Barcelona. Dabei führte García Lorca selbst Regie, Bühnenbild und Kostüme wurden von Salvador Dalí entworfen, die Titelrolle übernahm Margarita Xirgu. Schon im Oktober desselben Jahres wurde das Werk auch in Madrid im Teatro Fontalba erfolgreich aufgeführt.
García Lorca nannte Mariana Pineda oft sein erstes Stück; wahrscheinlich, da sein früheres Werk El maleficio de la mariposa bei seiner Erstaufführung 1920 beim Publikum durchfiel. Die Figur Mariana Pineda gilt als erste starke theatralische Frauenfigur des García Lorca.
2007 schuf Flavio Testi eine Opernversion des Stücks.

## Handlung
Mariana Pineda, eine junge Witwe und Mutter zweier Kinder, verschwört sich im Granada des Jahres 1831 mit anderen liberal gesinnten Personen gegen die Gewaltherrschaft des Ferdinand VII. So hilft sie ihrem Vetter Pedro de Sotomayor, für den sie eine tiefe Liebe empfindet, aus dem Kerker zu entfliehen, und stickt für die Verschwörer eine Fahne mit der Aufschrift „Gesetz – Freiheit – Gleichheit“. Doch der Aufstand misslingt, und Mariana wird verhaftet. Nun nähert sich ihr der Strafrichter Pedrosa mit eindeutigen Avancen – sie kann sich ihm hingeben oder ihren Überzeugungen und ihrem Herzen treu bleiben. Pineda erkennt inzwischen, dass Pedro die Freiheit mehr liebt als sie; trotz der ihr angebotenen Möglichkeit, ihrem Schicksal zu entgehen, wählt sie den Tod, durch den sie zum Symbol der Freiheit wird.